# Ptereleotris heteroptera

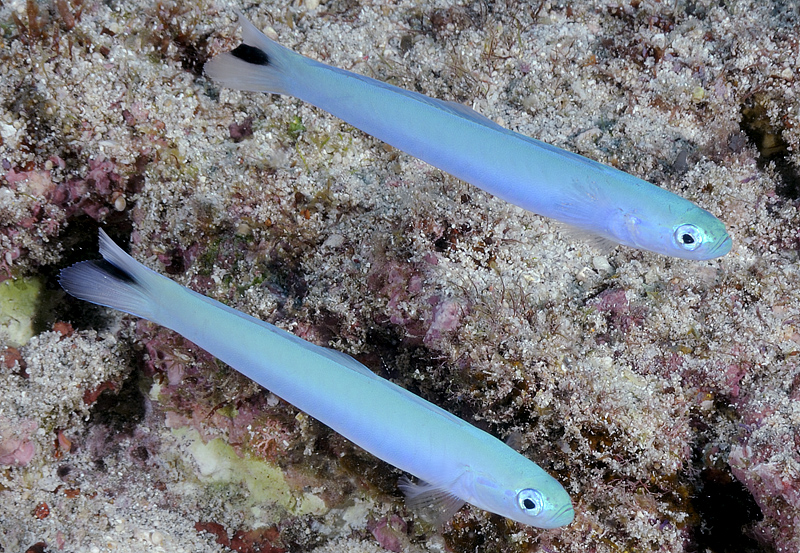
Coppia all'isola della Riunione

Ptereleotris heteroptera (Bleeker, 1855) è un pesce di acqua salata appartenente alla famiglia Microdesmidae ed alla sottofamiglia Ptereleotrinae.

## Distribuzione e habitat
È una specie Indo-Pacifica il cui areale ha limite nord alle Ryūkyū e sud all'isola di Lord Howe; è diffusa nel mar Rosso. Vive fino a 46 m di profondità, spesso in baie e lagune e sia su fondali sabbiosi che rocciosi.

## Descrizione
Presenta un corpo allungato e compresso lateralmente che non supera i 14 cm. La colorazione non è molto vistosa e varia dal grigio bluastro all'azzurro pallido. Come nelle altre specie del genere Ptereleotris, presenta scaglie cicloidi; la seconda pinna dorsale è più alta della prima. Le pinne sono trasparenti ad eccezione della pinna caudale, che è biloba, giallastra e con una macchia scura al centro.

## Biologia

### Comportamento
Gli adulti formano coppie, mentre i giovani possono formare grandi gruppi, anche di 500 esemplari.

### Alimentazione
Si nutre di zooplancton.

### Predatori
È spesso preda di carangidi come Carangoides fulvoguttatus e di uccelli marini come la sterna stolida bruna, di cui è una significativa parte della dieta a French Frigate Shoals.

## Conservazione
È una specie comune dall'areale molto esteso, quindi la lista rossa IUCN la classifica come "a rischio minimo" (LC).